# Joachim Matthaei

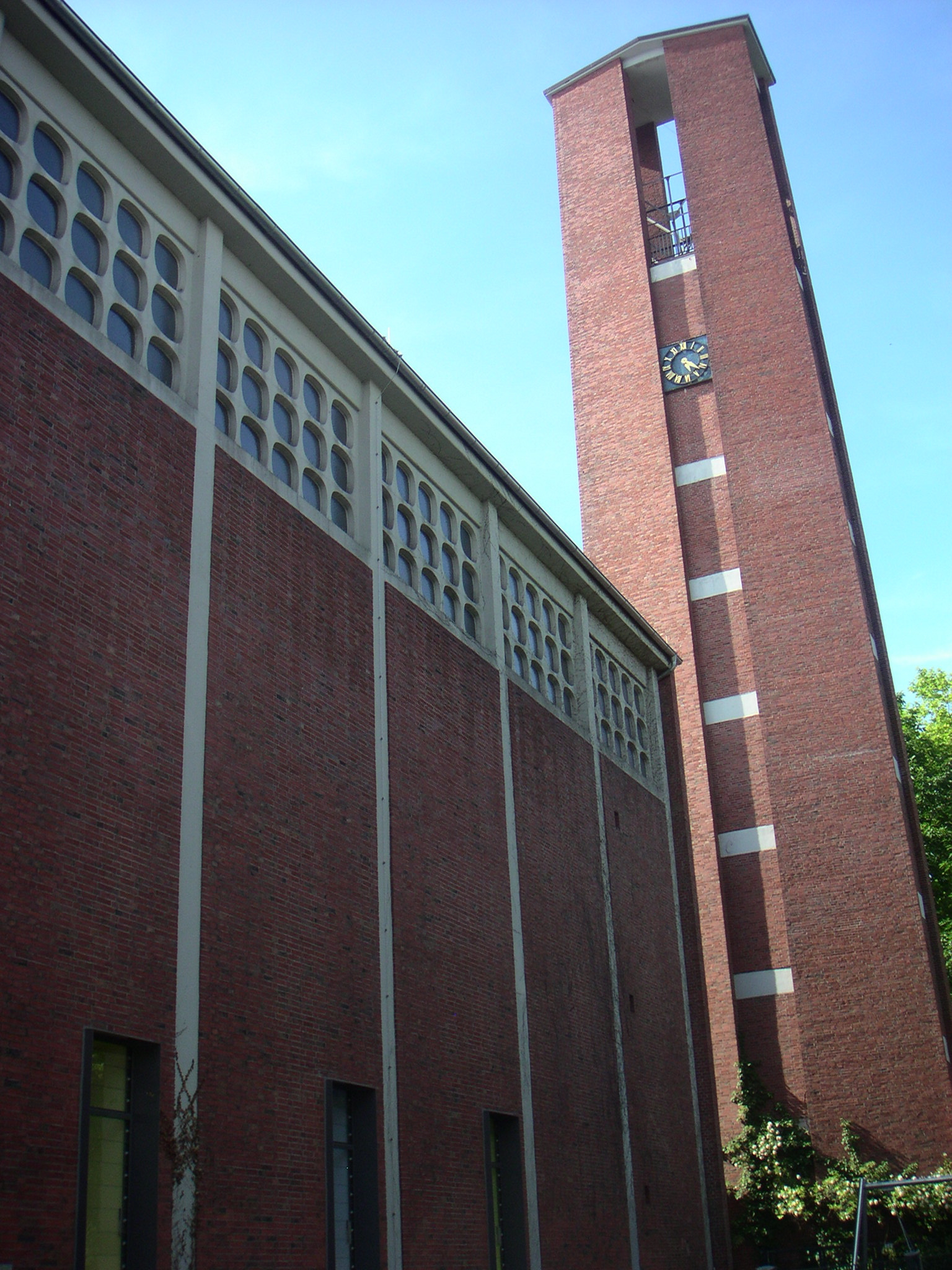
Bethlehemkirche in Hamburg-Eimsbüttel

Joachim Matthaei (* 7. Mai 1911 in Lüneburg; † 30. Januar 1999 in Hamburg) war ein deutscher Architekt, Hochschullehrer, Autor, Maler und Bühnenbildner.

## Leben
Matthaei studierte von 1930 bis 1932 zunächst an der Technischen Hochschule Dresden und danach von 1932 bis 1935 an der Technischen Hochschule Berlin bei Hans Poelzig. Nach der bestandenen Diplom-Hauptprüfung war er Meisterschüler von Poelzig an der Berliner Kunstakademie. Von 1935 bis 1936 arbeitete er als Angestellter in den Staatshochbauämtern Berlin und Lüneburg. 1937 machte er sich selbstständig. Von 1939 bis 1945 leistete er seinen Militärdienst. Danach wirkte er als selbstständiger Architekt, bis 1953 in Sozietät mit Arnold Pinnekamp, in Lüneburg und Hamburg.
Matthaei wurde 1950 in den Bund Deutscher Architekten (BDA) und 1953 in die Deutsche Akademie für Städtebau und Landesplanung berufen.
Seine letzte Ruhestätte erhielt Joachim Matthaei auf dem Friedhof Volksdorf.

## Werk

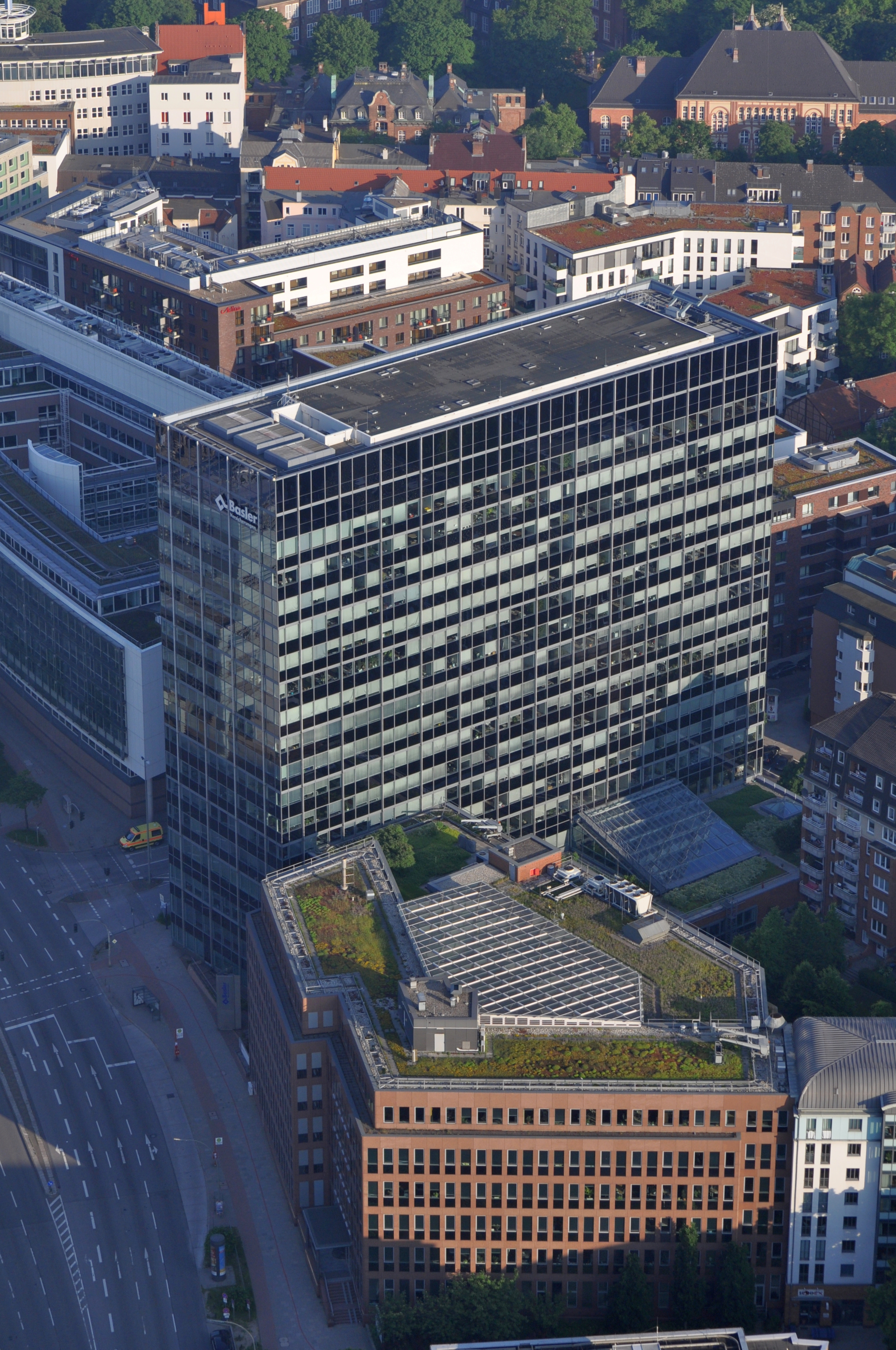
Verwaltungsgebäude des Deutschen Rings in Hamburg

Der Schwerpunkt im architektonische Schaffen Matthaeis lag im Entwerfen zahlreicher Zweckbauten der Nachkriegsjahre in Norddeutschland. Bei Matthei finden sich gegen den Trend der damaligen Zeit einige prominente Beispiele moderner Architektur mit Klinkerfassaden, etwa bei seinen Wohnhäusern in den Großsiedlungen der 1950er und 1960er Jahre, aber auch bei Kontor-, Kultur- und Sakralbauten.

### Bauten und Entwürfe
- 1947–1948: Generalbebauungsplan der Stadt Lüneburg (mit Architekt Arnold Pinnekamp und Stadtbaurat Otto Kleeberg)
- 1953: Musikpavillon und Gaststätte Rosenhof (mit Erich Schmarje[1]) zur Internationalen Gartenbauausstellung 1953[2] in Planten un Blomen, Hamburg
- 1954: Entwurf zum Wiederaufbau des Südflügels des Museums Lüneburg
- 1955–1959: Simeonkirche in Hamburg-Osdorf
- 1956–1959: Bethlehemkirche in Hamburg-Eimsbüttel[3]
- 1959–1968: Frauenklinik am Universitätskrankenhaus Hamburg-Eppendorf (zusammen mit Fritz Trautwein)
- 1960–1962: Siedlung Hohenhorst in Hamburg-Wandsbek (mit Planz, Appelbaum, Mramor)
- 1962–1963: Ladenzentrum in der Siedlung Hohenhorst in Hamburg-Wandsbek
- 1962–1964: Bürohochhaus der Versicherung Deutscher Ring in Hamburg (mit Heinz Graaf)
- 1963: Schule zur Siedlung Hohenhorst in Hamburg-Wandsbek, Charlottenburger Straße
- 1964: Christuskirche Garstedt, Norderstedt
- 1969–1970: ADAC-Haus Hamburg (mit Albrecht Elschner, F. C. Fischer und Horst von Bassewitz)
- 1969–1975: Bauten in der Großsiedlung Hamburg-Steilshoop
- 1973–1976: Neubau für das Café Kröpcke in Hannover (mit Horst von Bassewitz und Albrecht Elschner)

### Schriften
- Lüneburg (= Deutsche Lande – Deutsche Kunst). Deutscher Kunstverlag, München und Berlin 1950 (2. Auflage, 1965, 3. überarbeitete Auflage, 1978).